# BV 3000
Der Typ BV 3000 ist eine Baureihe von Containermotorschiffen des Bremer Vulkan. Gebaut wurden Schiffe dieses Typs außer bei der Vulkanwerft in Bremen noch bei der MTW Schiffswerft in Wismar und auf einer Werft in Südkorea.

## Einzelheiten
Der Schiffstyp BV 3000 war eine Weiterentwicklung der verlängerten Version des BV 2700. Dieser wurde zunächst in einer knapp 200 Meter langen Basisversion entworfen die schon bei der Konstruktion für eine Verlängerung vorgesehen war. Die größere Containerkapazität des BV 3000 resultiert aus einer um eine Lage höheren Decksbeladung, die durch ein um ein Deck erhöhtes Deckshaus ermöglicht wurde. Das Deckshaus der Schiffe ist ganz achtern angeordnet.
Die Bauvariante BV 3000 hat sieben Laderäume. Die Schiffe sind für den Transport gefährlicher Ladung eingerichtet. Die großen Stabilitätsreserven erlaubten beim BV 3000 die Beladung mit einer höheren Anzahl an Deckscontainern, was zu einer Gesamtcontainerkapazität von 3017 TEU führt, von denen 1406 Container in 11 Containerreihen nebeneinander im Laderaum und 1611 Container in 13 Containerreihen nebeneinander an Deck gestaut werden können. Aufgrund der vergleichsweise hohen Tragfähigkeit von rund 45.470 Tonnen kann bei einer homogenen Beladung mit Containern mit jeweils 14 Tonnen Gewicht ein hoher Prozentsatz (etwa 92 %) der vorhandenen Stellplätze genutzt werden.
Der Schiffsantrieb besteht aus einem vom Bremer Vulkan in Sulzer-Lizenz gefertigter Dieselmotor vom Typ 7 RTA 72U mit einer Leistung von 20.510 kW, der eine Fahrgeschwindigkeit von knapp über 20 Knoten erlaubt. Die Motoren sind auf den Betrieb mit Schweröl ausgelegt.

## Die Schiffe
| Typ-BV-3000-Schiffe | Typ-BV-3000-Schiffe | Typ-BV-3000-Schiffe  | Typ-BV-3000-Schiffe | Typ-BV-3000-Schiffe | Typ-BV-3000-Schiffe |
| Bauname             | IMO-Nummer          | Bauwerft/Baunummer   | Ablieferung         | Auftraggeber        | Umbenennungen und Verbleib |
| ------------------- | ------------------- | -------------------- | ------------------- | ------------------- | --- |
| Tokyo Senator       | 9056088             | Bremer Vulkan/1056   | September 1993      | -                   | 1994 Sea Progress 1996 → Tokyo Senator 1997 → Ibn Sina, 2013 in Alang verschrottet |
| Washington Senator  | 9071521             | MTW Schiffswerft/381 | Februar 1994        | -                   | Tor Bay 1994 → Maersk Antwerp 1995 → Washington Senator 2006 → Tabuk 2008 → Washington Senator 2009 → Hanjin Lima, 2013 Abbruch in Alang                                                       |
| California Senator  | 9071533             | MTW Schiffswerft/382 | Juni 1994           | -                   | 1994 Chesapeake Bay 1994 → Sea Initiative 1996 → California Senator 2006 → Al Fujairah 2010 → California Senator 2010 → Wuxi Dragon 2012 → California Senator, 2013 in Chittagong verschrottet |
| London Senator      | 9056090             | Bremer Vulkan/1057   | Oktober 1994        | -                   | Delaware Bay 1994 → Sea Endeavour 1995 → London Senator 2009 → Hanjin Palermo, verschrottet |
| ?                   |                     | Südkorea             | -                   | -                   | - |
| ?                   |                     | Südkorea             | -                   | -                   | - |
| ?                   |                     | Südkorea             | -                   | -                   | - |
| ?                   |                     | Südkorea             | -                   | -                   | - |